# Callyna polychroa
Callyna polychroa là một loài bướm đêm trong họ Noctuidae.